# Joachim Knychała
Joachim Knychała (8. září 1952 v Bytomi – 21. května nebo 28. října 1985 v Krakově) byl polský sériový vrah žen německého původu, známý jako "upír z Bytomu" nebo "Frankenstein". V letech 1974–1982 brutálně napadl ženy ve Slezsku a zavraždil pět mladých žen.
Byl synem Poláka Wiktora a Němky Anny, rozené Golly; měl ženu a dvě děti, pracoval jako tesař a horník v dole „Andaluzja“ v Piekary Śląskie. Byl druhým nechvalně známým „upírem“ působícím v Hornoslezském průmyslovém okrese, po Zdzisławu Marchwickim („Upír ze Zagłębie“). Během vyšetřování vypověděl, že se účastnil procesů s Marchwickim a to, co slyšel, ho inspirovalo. Za své činy byl odsouzen k trestu smrti. Trest byl vykonán.